# Alpokalja
L'Alpokalja (ˈɒlpokɒljɒ) ou Alpenostrand (aːlpənostrɒnt) est une région naturelle située à l'extrémité occidentale de la Hongrie et à l'extrémité orientale de l'Autriche. Ce nom signifie littéralement « Préalpes » en hongrois et « Marge orientale des Alpes » en allemand.